# Cyrtorchis henriquesiana
Cyrtorchis henriquesiana är en orkidéart som först beskrevs av Henry Nicholas Ridley, och fick sitt nu gällande namn av Rudolf Schlechter. Cyrtorchis henriquesiana ingår i släktet Cyrtorchis, och familjen orkidéer. Inga underarter finns listade i Catalogue of Life.